# سیمونوف
اس‌کااس یا سیمونوو (به روسی: Самозарядный карабин Симонова) تفنگ نیمه‌اتوماتیکی است که سرگئی سیمونوف آن را در اوج جنگ جهانی دوم در شوروی طراحی کرد. این تفنگ در دهه ۱۹۵۰ در نیروهای خط مقدم ارتش شوروی به‌طور کامل با تفنگ کلاشنیکف که از فشنگ مشابه ۳۹×۷٫۶۲ استفاده می‌کرد، جایگزین شد. اما تا دهه‌ها بعد از آن به عنوان تفنگ نیروهای ذخیره همچنان از آن استفاده می‌شد. این تفنگ همچنین به کشورهای متعددی از جمله تقریباً تمامی کشورهای بلوک شرق نیز صادر شد و در کشورهایی چون چین، یوگسلاوی، کره شمالی، آلبانی و آلمان شرقی تولید شد و در بسیاری از جنگ‌ها به کار گرفته شد.
نام کامل و رسمی این سلاح (به روسی: Самозарядный карабин системы Симонова, 1945) به معنی «سیستم کاربین نیمه‌اتوماتیک سیمونوف، ۱۹۴۵» است که اغلب از مخفف آن اس‌کااس (SKS) استفاده می‌شود. در فارسی نام این سلاح بیشتر به صورت سیمینُف تلفظ می‌شود. ضمن اینکه بسیاری این نام را به اشتباه برای تفنگ تک‌تیرانداز روسی دراگانف استفاده می‌کنند. سیمینوف با توجه به اینکه دقت بیشتری نسبت به کلاشنیکف داشت تا پیش از ساخت دراگانف در اوایل دهه ۱۹۶۰ در نقش تفنگ تک‌تیرانداز هم استفاده می‌شد.
طراحی سیمونوف در پی مشخص شدن نیاز به یک سلاح سبک و کوچک با لگد کم در دوران جنگ جهانی دوم صورت گرفت. برای این منظور چندین سلاح با فشنگ متوسط ۳۹×۷٫۶۲ میلی‌متری طراحی شدند که سیمینوف نخستین آن‌ها بود. اولین نمونه این سلاح در سال ۱۹۴۵ ساخته و در خطوط مقدم جبهه علیه آلمانها آزمایش شد. این سلاح از سیستم گلنگدن مسلح‌شونده با گاز باروت استفاده می‌کند. پیستون گاز آن از نوع کورس کوتاه می‌باشد. تغذیه این سلاح به وسیلهٔ شانه فشنگهای ۱۰ تیری صورت می‌گیرد. قنداق این سلاح از جنس چوب است. قابلیت نصب سرنیزه و دوربین تلسکوپی را هم دارد. سیمونوف نسبت به کلاشنیکف از دقت و برد مفید بهتری برخوردار است اما ظرفیت کم فشنگ و نداشتن قابلیت شلیک رگبار از نقاط ضعف آن است. البته از نظر کاربرد غیرنظامی این سلاح همچنان انتخاب ایده‌آلی است به ویژه با درنظرگرفتن قیمت ارزان آن. وزن خالی این سلاح ۳٫۸۶ کیلوگرم، طول آن ۱۰۲ سانتی‌متر و طول لوله ۵۲ سانتی‌متر است.
SKS ابتدا در اتحاد جماهیر شوروی تولید شد اما بعداً به‌طور گسترده توسط کشورهای مختلف صادر و تولید شد. از ویژگی‌های متمایز آن می‌توان به یک سرنیزه تاشو دائمی و یک مجله ثابت و لولایی اشاره کرد. از آنجایی که SKS فاقد قابلیت شلیک انتخابی بود و مجله آن به ده گلوله محدود بود، با معرفی Ak-47 در دهه ۱۹۵۰ در نیروهای مسلح شوروی منسوخ شد. با این وجود، کارابین‌های SKS برای چندین دهه به خدمت با نیروهای مرزی شوروی، نیروهای داخلی و واحدهای ارتش خط دوم و ذخیره ادامه دادند.

## طرح

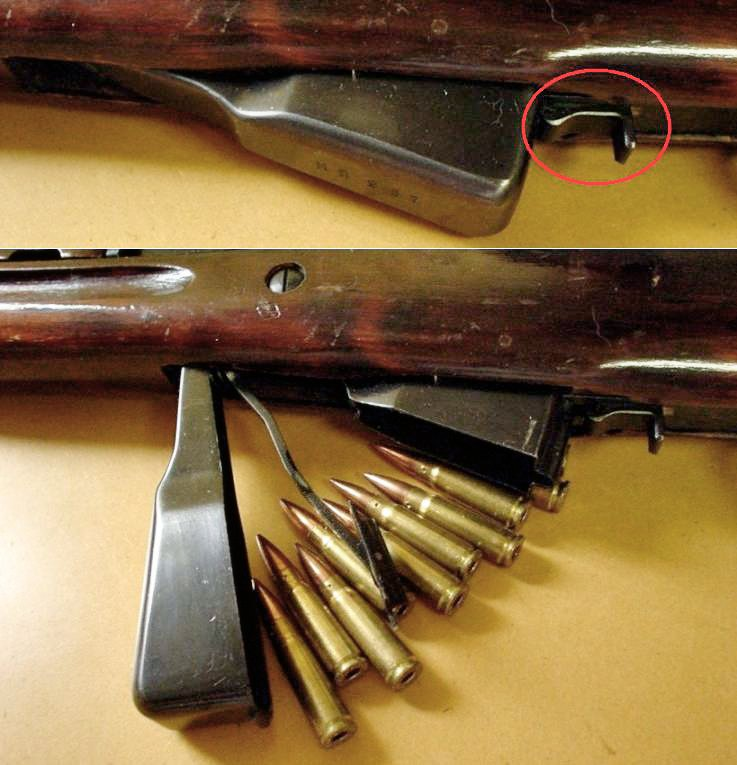
SKS با مجله بسته (بالا) و باز. انتشار مجله دایره شده است.

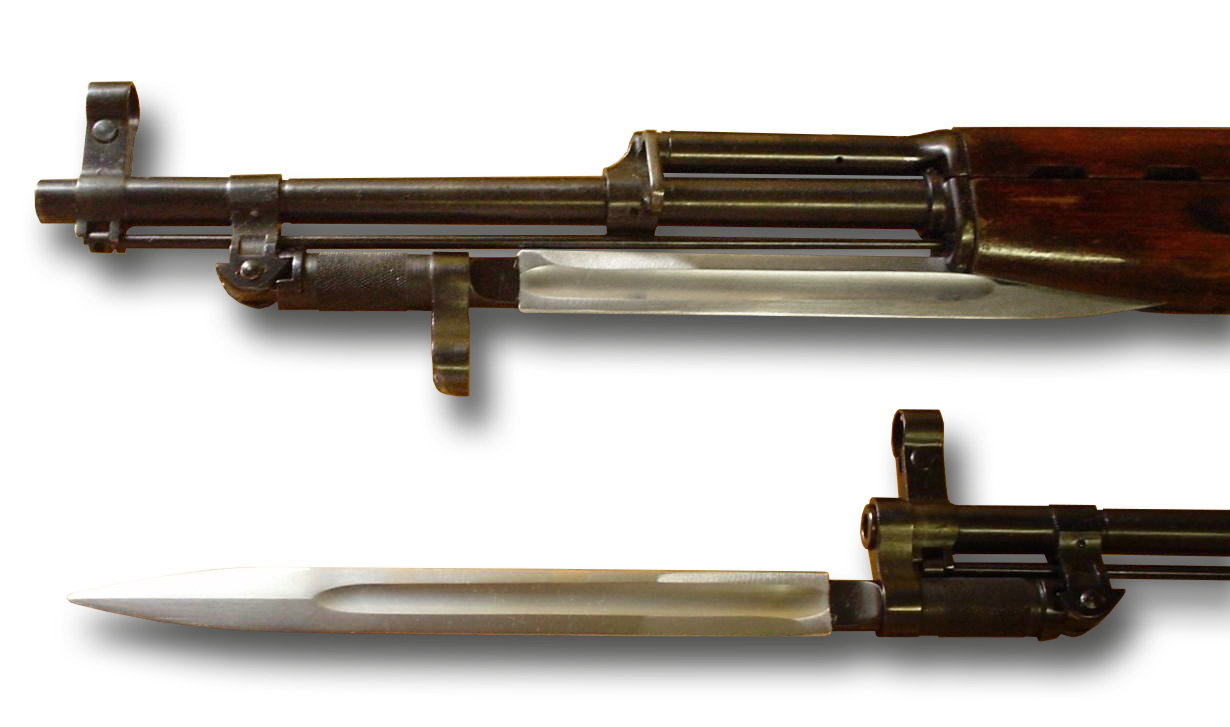
یک سرنیزه از نوع SKS در حالت بسته و باز.

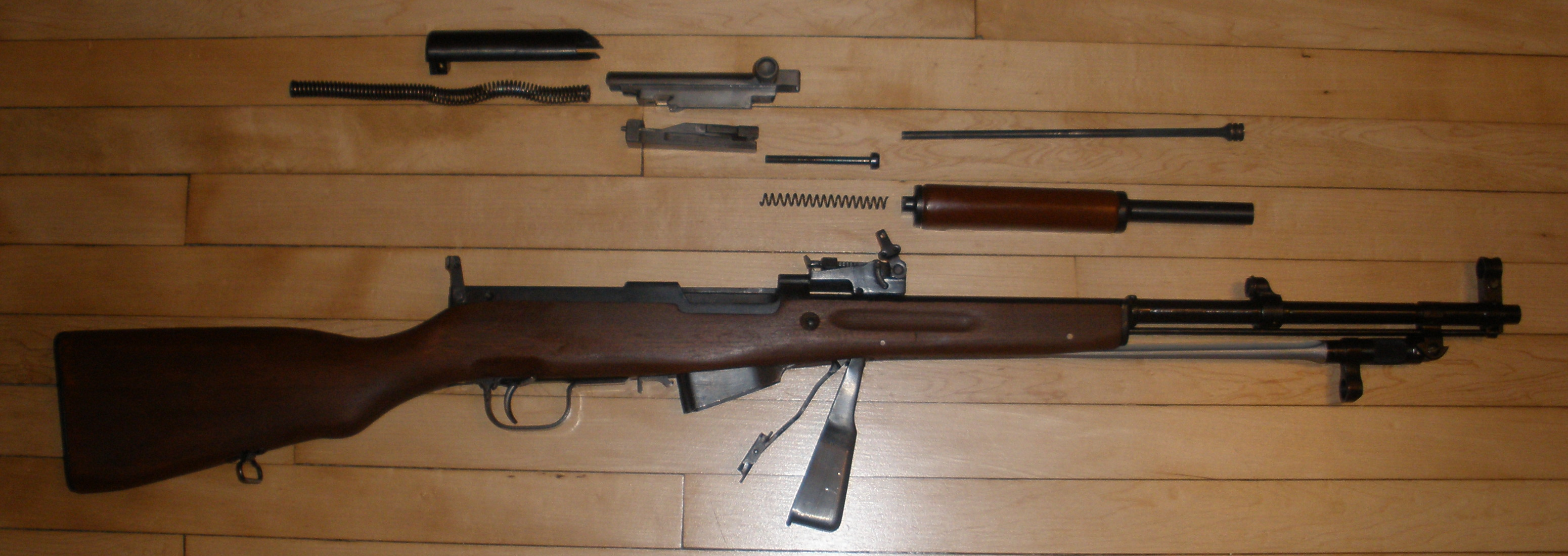
یک کارابین SKS جدا شده در میدان. اجزای اصلی برای تمیز کردن جدا می‌شود.

SKS دارای یک طرح معمولی، با چوب چوبی و دستگیره تفنگ است. این یک تفنگ گاز است که دارای یک حامل پیچ فنردار و یک پیستون گازی پیستون گازی است. میله که برای باز کردن قفل و چرخش عمل از طریق فشار گاز بر روی آنها عمل می‌کنند. پیچ قفل می‌شود تا فشار احتراق را در لحظه شلیک با کج شدن به سمت پایین در قسمت عقب و نگه داشتن یک لنگه آسیاب شده در گیرنده مهار کند. در لحظه شلیک، حامل پیچ به عقب رانده می‌شود، که باعث می‌شود پیچ را بلند کرده، قفل آن را باز کند و اجازه می‌دهد تا آن را به سمت عقب در برابر فنر برده شود. این اجازه می‌دهد تا کیس شلیک شده خارج شود و یک دور جدید از مجله به داخل اتاق حمل شود. SKS نشان دهنده یک گام میانی در روند توسعه تفنگ‌های تهاجمی واقعی است که کوتاه‌تر و کم قدرت تر از تفنگ‌های نیمه اتوماتیک قبلی مانند شوروی "SVT-40" است، اما طولانی‌تر است (۱۰ سانتی‌متر یا ۴ اینچ) نسبت به تفنگ‌های سری AK که جایگزین آن شدند. در نتیجه، سرعت پوزه کمی بالاتر از بازوهایی است که جایگزین آن شده‌اند.
مجله جعبه داخلی ده دور SKS را می‌توان با دست یا از طریق کلیپ استریپر بارگیری کرد. کارتریج‌های ذخیره‌شده در ژورنال را می‌توان با عقب کشیدن یک چفت که در جلوی محافظ ماشه قرار دارد جدا کرد به این ترتیب «کف» خشاب باز می‌شود و اجازه می‌دهد گلوله‌ها بیرون بیفتند. در استفاده معمولی نظامی، گیره‌های استریپر یکبار مصرف هستند. در صورت لزوم، می‌توان آنها را چندین بار بارگیری کرد و مجدداً استفاده کرد.
در حالی که مدل‌های اولیه شوروی (۱۹۴۹–۱۹۵۰) دارای پین‌های شلیک فنری بودند که پین را از پرایمرهای کارتریج دور نگه می‌داشت تا زمانی که با چکش عمل برخورد کند، اکثر انواع SKS دارای یک پین شلیک شناور آزاد در داخل پیچ هستند. به دلیل این طراحی، در هنگام تمیز کردن (به ویژه پس از نگهداری طولانی مدت در بسته‌بندی شده در کازمولاین) باید مراقب باشید تا اطمینان حاصل شود که پین شلیک می‌تواند آزادانه حرکت کند و در موقعیت رو به جلو در داخل پیچ نچسبد. پین‌های شلیک SKS که در موقعیت رو به جلو گیر کرده‌اند، شناخته شده‌اند که باعث شلیک‌های تصادفی می‌شوند (تفنگ به خودی خود، بدون کشیدن ماشه و اغلب بدون قفل شدن کامل شلیک می‌کند). این رفتار در مورد مهمات نظامی پرایمر سختی که SKS برای آن طراحی شده است، کمتر محتمل است، اما مانند هر تفنگ دیگری، کاربران باید به درستی از سلاح گرم خود نگهداری کنند. برای کلکسیونرها، زمانی که پیچ هنوز بقایای کازمولین را در آن جاسازی کرده باشد که حرکت پین شلیک را به تأخیر می‌اندازد، احتمال آتش‌سوزی بیشتر است. از آنجایی که از نظر مقطع مثلثی است و تنها یک راه برای قرار دادن صحیح آن وجود دارد (بریدگی بالا)، در صورتی که پین شلیک در یکی از دو جهت دیگر وارد شود، ممکن است آتش‌سوزی ایجاد شود.